# Taha Mikati
Taha A. Mikati, arabiska: طه أ. ميقاتي, född 8 maj 1944, är en libanesisk-cypriotisk affärsman, investerare och entreprenör.
Han avlade en civilingenjörsexamen vid American University of Beirut. Mikati grundade, tillsammans med sin yngre bror Najib Mikati, telekommunikationsföretaget Investcom, som de sålde till det sydafrikanska MTN Group för 5,5 miljarder amerikanska dollar i juni 2006. Bröderna grundade senare investmentbolaget M1 Group, som har gjort investeringar i bland annat MTN Group, modehusen Façonnable och Pepe Jeans samt i fastigheter i Europa, Mellanöstern och Nordamerika. Den amerikanska ekonomitidskriften Forbes rankade Mikati till att vara världens 1 127:e rikaste med en förmögenhet på 2,9 miljarder amerikanska dollar för den 23 september 2021.
Mikati äger, med sin bror, superyachten Chopi Chopi.